# پاتریشیا رزما
پاتریشیا رزما (انگلیسی: Patricia Rozema؛ زادهٔ ۲۰ اوت ۱۹۵۸) کارگردان فیلم، فیلم‌نامه‌نویس و تدوین‌گر هلندی‌تبار اهل کانادا است.
از فیلم‌ها و مجموعه‌های تلویزیونی‌ای که وی در آن‌ها نقش داشته‌است، می‌توان به منسفیلد پارک، بگو که دوستم داری و درون جنگل اشاره نمود.
وی همچنین برندهٔ جوایزی همچون جایزه امی شده‌است.